# José Carlos Rodrigues
José Carlos Rodrigues Silva (* 4. Juli 1978 in Vila Nova de Famalicão) ist ein portugiesischer Radrennfahrer.
José Carlos Rodrigues begann seine Karriere 2001 bei dem portugiesischen Radsportteam Jodofer-Abóboda. In seinem ersten Jahr dort gewann er die zweite Etappe bei der Volta a Terras de Santa Maria. Im nächsten Jahr wechselte er zu Carvalhelhos-Boavista, wo er 2003 ein Teilstück beim Grande Prémio Abimota gewann und 2004 eine Etappe der Volta a Tras os Montes ej Alto Douro für sich entscheiden konnte. 2005 fuhr Rodrigues eine Saison für Paredes Rota dos Móveis und gewann das spanische Eintagesrennen Gran Premio Ciudad de Vigo. 2006 wechselte er wieder zurück zu Carvalhelhos-Boavista und 2007 zu Vitória-ASC. In der Saison 2007 gewann er die beiden Eintagesrennen Clasica de Amarante und Circuito de Nafarros und ein Teilstück beim Grande Prémio Vinhos da Estremadura. 2008 fuhr Rodrigues für das portugiesische Continental Team Liberty Seguros.

## Erfolge
2005
- Gran Premio Ciudad de Vigo

## Teams
- 2001 Jodofer-Abóboda
- 2002 Carvalhelhos-Boavista
- 2003 Carvalhelhos-Boavista
- 2004 Carvalhelhos-Boavista
- 2005 Paredes Rota dos Moveis-Beira Tamega
- 2006 Carvalhelhos-Boavista
- 2007 Vitória-ASC
- 2008 Liberty Seguros